# Jackson, Michigan
Jackson, Michigan là một thành phố quận lỵ quận Jackson trong tiểu bang Michigan, Hoa Kỳ. Thành phố có tổng diện tích km², trong đó diện tích đất là km². Theo điều tra dân số Hoa Kỳ năm 2010, thành phố có dân số 33.534 người.
Jackson nằm dọc theo Interstate 94 ở khu vực trung tâm phía nam của tiểu bang Michigan, khoảng 40 dặm (64 km) về phía tây của Ann Arbor và 35 dặm (56 km) về phía nam của Lansing. Đây là thành phố chính của khu vực thống kê đô thị Jackson, trong đó bao gồm quận Jackson và có dân số 160.248 người.
Nó được thành lập năm 1829, và đặt tên sau Tổng thống Andrew Jackson.
Theo Cục Điều tra Dân số Hoa Kỳ, thành phố có tổng diện tích 11,1 dặm vuông (28,7 km²), tất cả là diện tích đất.